# Campionati del mondo di ciclocross 1995
I Campionati del mondo di ciclocross 1995 (en.: 1995 UCI Cyclo-cross World Championships) si sono svolti a Eschenbach in Svizzera il 29 gennaio 1995.  
Sono state 2 le gare in programma, tutte maschili.

## Podi
| Eventi          | Oro           | Tempo  | Argento             | Tempo | Bronzo        | Tempo |
| Elite dettagli  | Dieter Runkel | 57'44" | Richard Groenendaal | a 37" | Beat Wabel    | a 57" |
| Junior dettagli | Zdeněk Mlynář | 40'01" | Guillaume Benoist   | a 12" | Stefan Bünter | a 16" |

## Medagliere
| Pos.   | Nazione     | Oro | Argento | Bronzo | Totale |
| ------ | ----------- | --- | ------- | ------ | ------ |
| 1      | Svizzera    | 1   | 0       | 2      | 3      |
| 2      | Rep. Ceca   | 1   | 0       | 0      | 1      |
| 3      | Paesi Bassi | 0   | 1       | 0      | 1      |
| 3      | Francia     | 0   | 1       | 0      | 1      |
| Totale | Totale      | 2   | 2       | 2      | 6      |